# Роггендорф (Мекленбург)
Роггендорф (нем. Roggendorf) — община в Германии, в земле Мекленбург-Передняя Померания, входит в район Северо-Западный Мекленбург, и подчиняется управлению Гадебуш.
Население составляет 1025 человек (на 31 декабря 2013 года). Занимает площадь 31,13 км².

## История
Первое упоминание о поселении относится к 1194 году.
В 1369 году земли Роггендорфа, после военных сражений, перешли от Магнуса II во владение герцога Мекленбургского Альбрехта II.

## Галерея

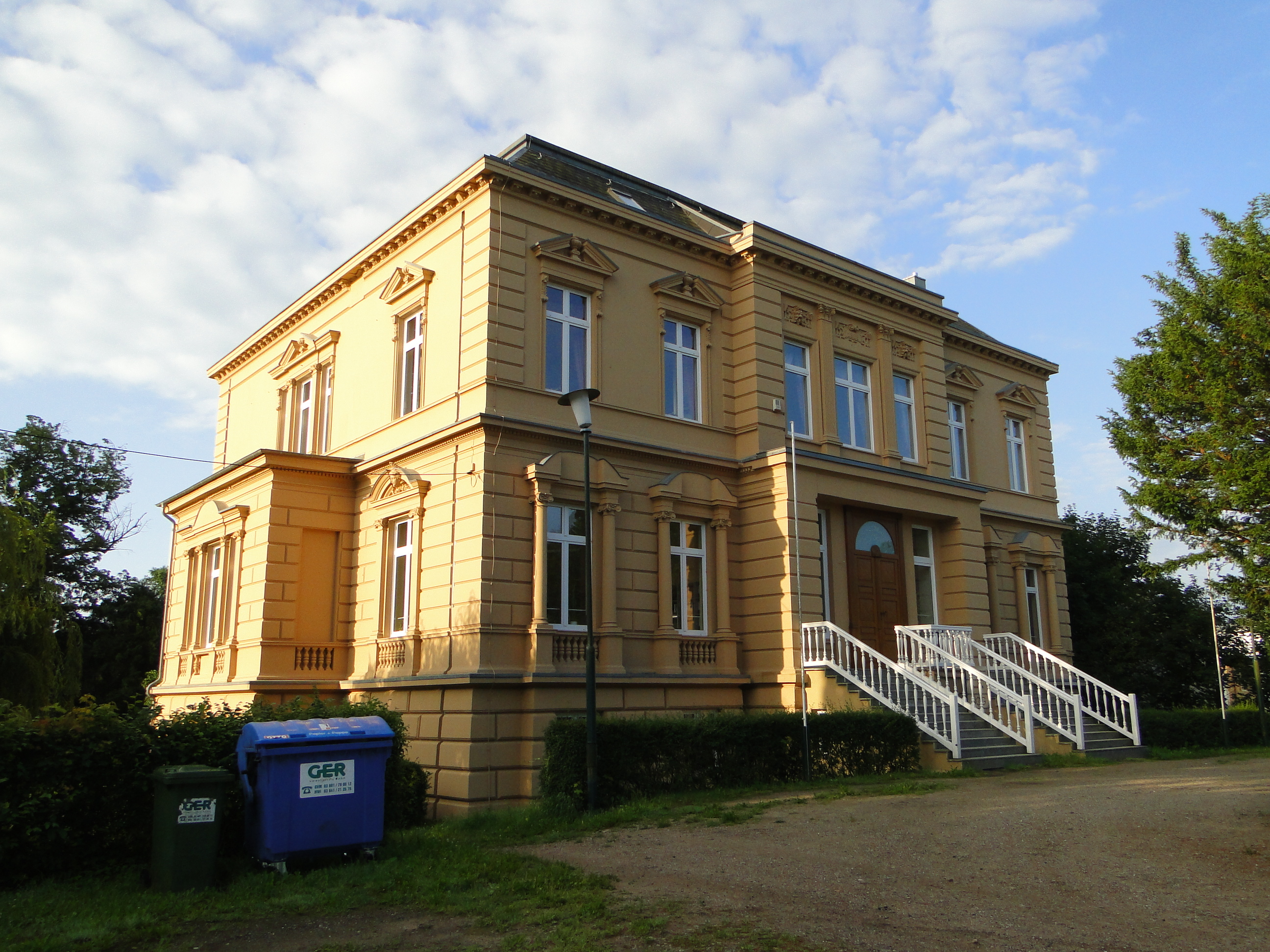
Здание мэрии
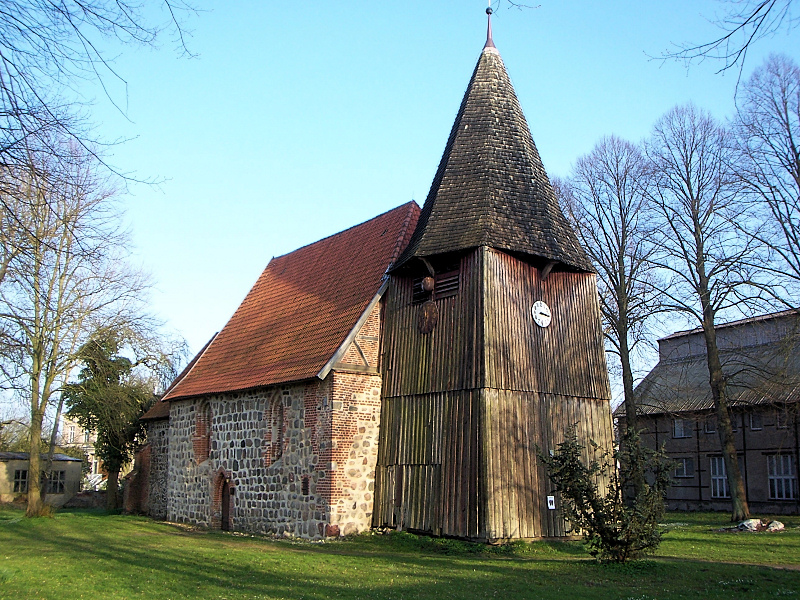
Церковь в Роггендорфе
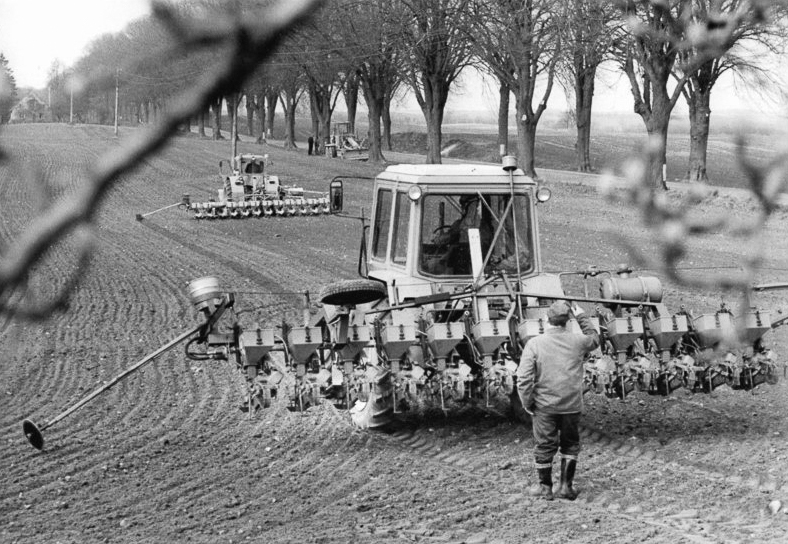
Посадка сахарной свеклы, 1989 год
Роггендорф на карте района и управления